# Giselher (Name)
Giselher ist ein männlicher Vorname.

## Namensträger

### Historische Zeit
- Giselher, in der deutschen Heldensage (Nibelungenlied) der jüngste Bruder von König Gunther (Gundahar) von Burgund
- Giselher von Magdeburg (auch: Gistlar, Giseler; † 1004), katholischer Bischof von Merseburg und Erzbischof von Magdeburg
- Giselher von Slatheim (vor 1300–nach 1337), deutscher Mystiker und Lesemeister

### Vorname
- Giselher Gruber (1939–2019), deutscher Politiker (SPD)
- Giselher Guttmann (* 1934), österreichischer Psychologe, Psychotherapeut und Hochschullehrer
- Giselher Hickel (* 1943), deutscher Pfarrer und Theologe
- Giselher W. Hoffmann (1958–2016), deutschsprachiger Schriftsteller aus Namibia
- Giselher Klebe (1925–2009), deutscher Komponist
- Giselher von Nieding (1938–1987), deutscher Mediziner und Institutsleiter
- Giselher Quast (* 1951), deutscher Domprediger
- Giselher Schaar (1934–2001), deutscher Rundfunkjournalist
- Giselher Scheicher (* 1960), deutscher bildender Künstler
- Giselher Schubert (* 1944), deutscher Musikwissenschaftler
- Giselher Schuschke (1935–2008), deutscher Hygieniker und Umweltmediziner
- Giselher Smekal (* 1945), österreichischer Musiker und Radiomoderator
- Giselher Spitzer (* 1952), deutscher Sporthistoriker
- Giselher Suhr (1945–2018), deutscher Journalist
- Giselher von Warneck († 1754), deutscher Ingenieur und Architekt
- Giselher Wirsing (1907–1975), deutscher Journalist